# 芒西涅
芒西涅（法語：Mansigné，法語發音：[mɑ̃siɲe]）是法国萨尔特省的一个市镇，属于拉弗莱什区。

## 地理
芒西涅（47°44'50"N, 0°8'6"E）面积36.31 平方千米，位于法国卢瓦尔河地区大区萨尔特省，该省份为法国西北部内陆省份，北起顺时针与奥恩省、厄尔-卢瓦省、卢瓦-谢尔省、安德尔-卢瓦尔省、曼恩-卢瓦尔省和马耶讷省接壤，是法国大西部的入口，连接卢瓦尔河谷、布列塔尼和巴黎盆地。
与芒西涅接壤的市镇（或旧市镇、城区）包括：勒凯伊、库隆热、吕谢-普兰热、瓦泽、蓬瓦兰、圣让德拉莫特。

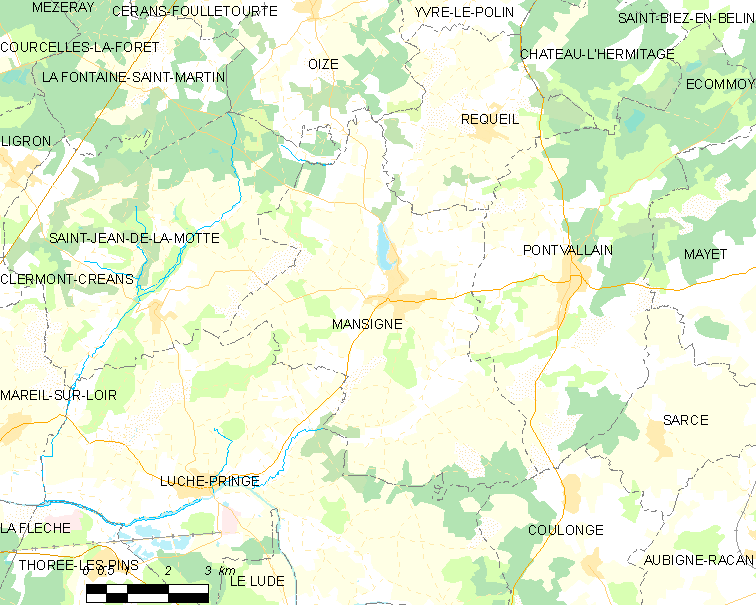
芒西涅的OSM定位图

芒西涅的时区为UTC+01:00、UTC+02:00（夏令时）。

## 行政
芒西涅的邮政编码为72510，INSEE市镇编码为72182。

## 政治
芒西涅所属的省级选区为勒吕德县。

## 人口

1962-2008年间芒西涅人口变化图示

芒西涅于2022年1月1日时的人口数量为1550人。